# Tronget
 Tronget  là một xã ở tỉnh Allier thuộc miền trung nước Pháp.